# Las Cárcobas
Las Cárcobas es una localidad española del municipio de Laredo, perteneciente a la comunidad autónoma de Cantabria. 

## Geografía
La localidad se encuentra a 38 m s. n. m. y a 1,5 kilómetros de la capital municipal, Laredo.

## Historia
Hacia mediados del siglo XIX, el lugar era referido como un barrio ya por entonces perteneciente a Laredo. Aparece descrito en el quinto volumen del Diccionario geográfico-estadístico-histórico de España y sus posesiones de Ultramar de Pascual Madoz con las siguientes palabras:

CARCOBAS: barrio en la prov. de Santander, part. jud. de Laredo, á cuya v. pertenece.
(Madoz, 1846, p. 550)

En 2023, la entidad singular de población tenía empadronados diecinueve habitantes y el núcleo de población, también diecinueve.